# Drie Beeldjes

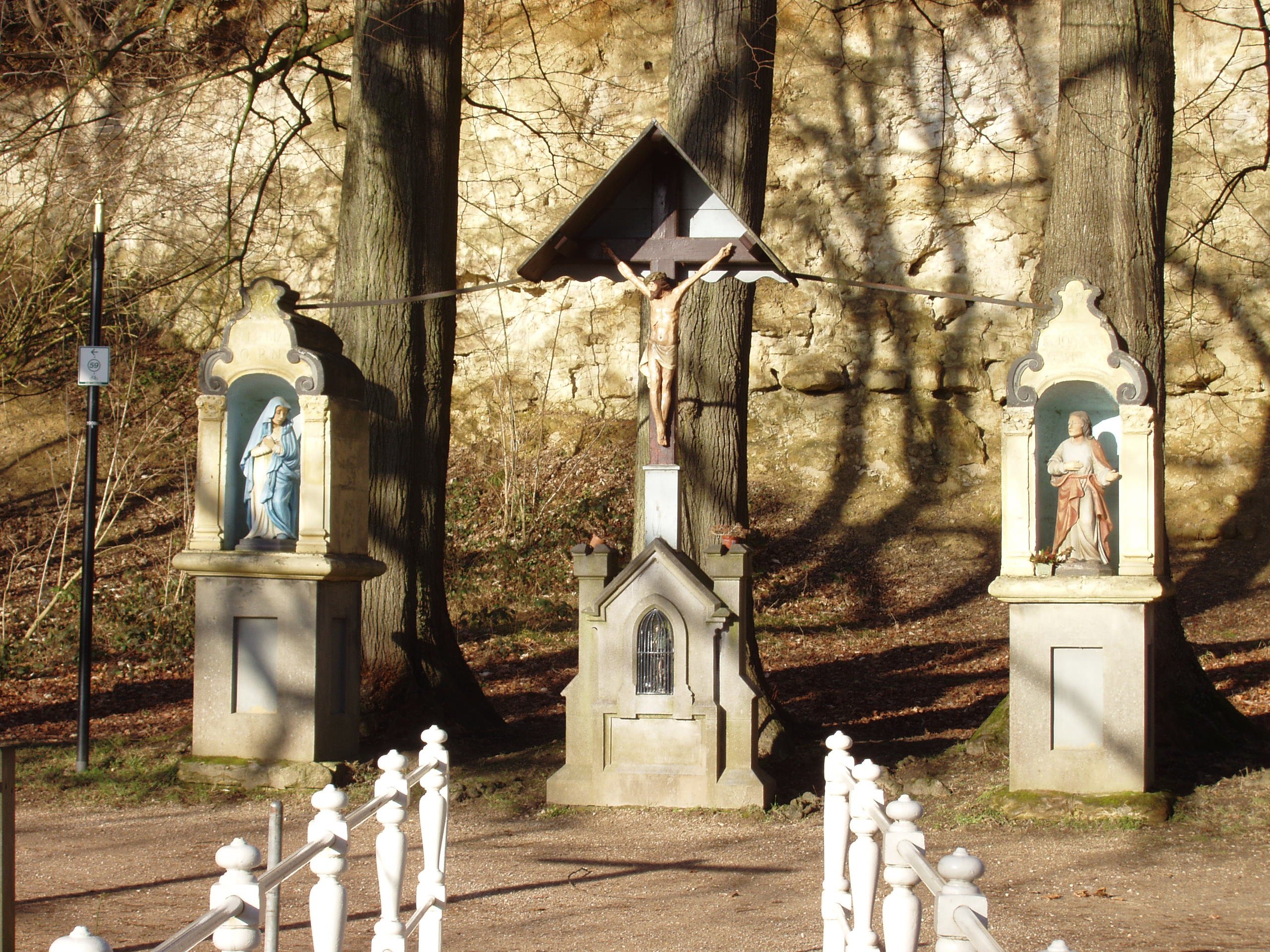
De Drie Beeldjes

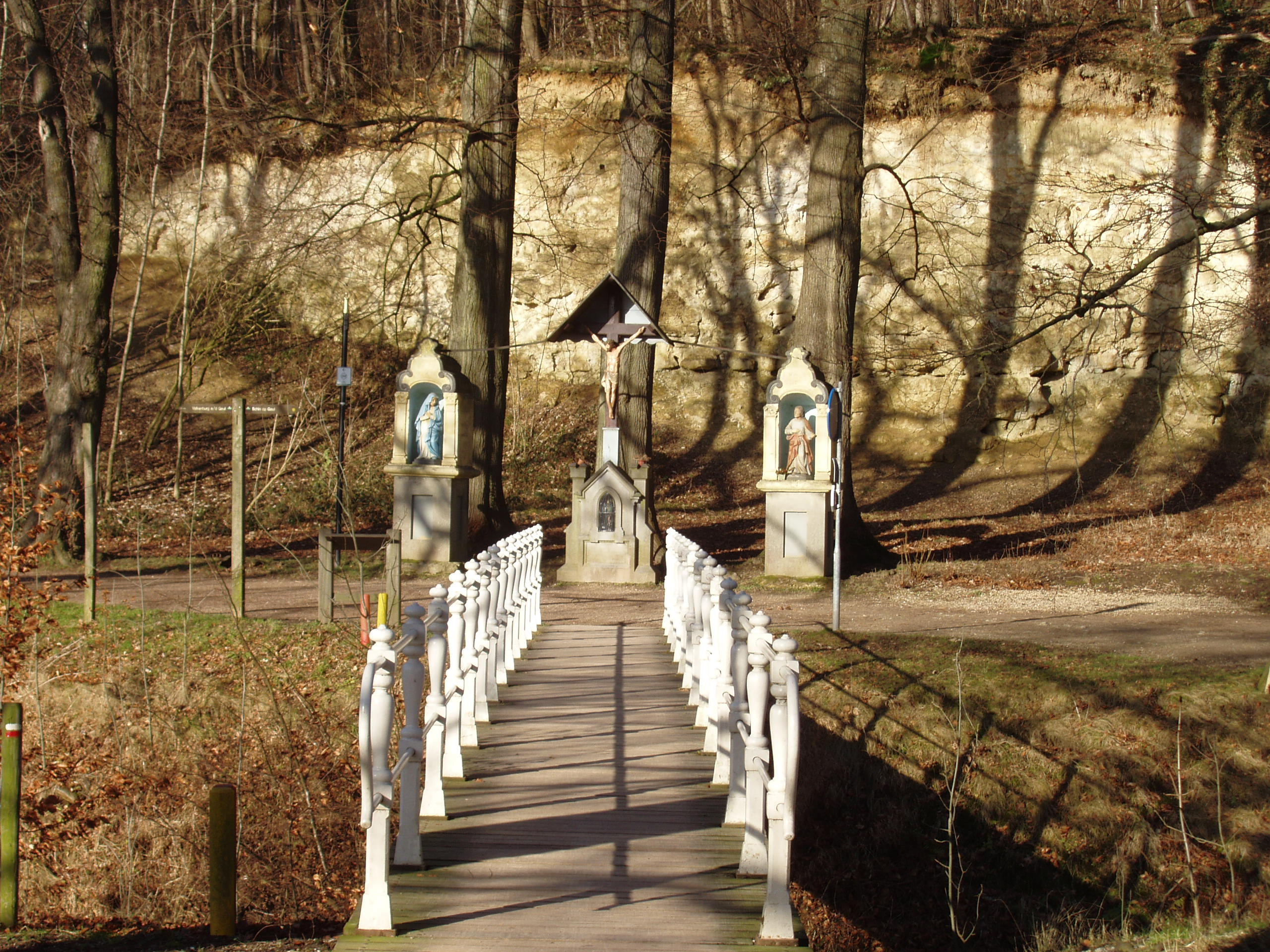
Idem, met de brug over de Geul op de voorgrond

De Drie Beeldjes is een beeldengroep nabij Oud-Valkenburg in de Nederlands Zuid-Limburgse gemeente Valkenburg aan de Geul. Het is een Calvariegroep die zich op een kruispunt van (wandel)wegen bevindt aan de rand van het Schaelsbergerbos. De beeldengroep staat aan het wandelpad van Schin op Geul naar Valkenburg langs de rivier de Geul, waar er een bruggetje over de rivier ligt naar Oud-Valkenburg toe. Ook komen hier twee bospaden samen waarvan er een naar De Kluis voert die achter de Drie Beeldjes boven op de helling van de Schaelsberg gelegen is. 
In de helling achter de Drie Beeldjes ligt de Groeve bij de Drie Beeldjes, een geologisch monument. In de nabijheid van de Drie Beeldjes zijn de Johannes de Doperkerk, Kasteel Genhoes en Kasteel Schaloen met de Schaloensmolen en een heemtuin te vinden.
Vanuit de poort van Kasteel Schaloen, van nabij de Schaloensmolen en de heemtuin, loopt er een bomenlaan die na een haakse bocht recht op de Drie Beeldjes afloopt.

## Beeldengroep
De Calvariegroep bestaat uit een houten kruis met Christus op een hardstenen niskapelletje voor de H. Rochus, geflankeerd door twee kapelletjes met beelden van Maria (links) en Johannes (rechts). De kruisiging dateert uit ongeveer 1900 en heeft een klein zadeldak. De kapelletjes dateren volgens de inscripties uit 1739 en bestaan uit een hardstenen sokkel met bovenbouw. De beelden zijn een kopie uit 1973.

## Legende
De legende verhaalt dat de kapelletjes hier geplaatst zijn in opdracht van de heer van kasteel Schaloen. Deze wilde met zijn paard de Geul oversteken maar werd daarin verhinderd door een boze geest: de Wilde Jager. De heer vroeg advies aan de kluizenaar van de Schaelsberg die hem adviseerde om aan de overzijde van de Geul in de bosrand beeldjes op te richten ter ere van Jezus, Maria en Johannes. De heer liet de beelden maken en kon nadat ze geplaatst waren in het vervolg ongehinderd de Geul oversteken.